# (29130) 1986 EA5
1986 إي أي 5 (ويعرف أيضًا باسم (29130) 1986 إي أي 5 وفق تسمية الكوكب الصغير) (بالإنجليزية: 1986 EA5)‏ هو كويكب ضمن حزام الكويكبات؛ وترتيبه 29130 من حيث الاكتشاف.
اكتُشف هذا الجُرم الفلكي بواسطة Claes-Ingvar Lagerkvist ‏ في 9 مارس 1986.

## وصلات خارجية
- (29130) 1986 EA5 في قاعدة بيانات مختبر الدفع النفاث لأجرام النظام الشمسي الصغيرة

- الاكتشاف · مخطط المدار ·  العناصر المدارية · المعلمات المادية

- (29130) 1986 EA5 على موقع ويكي سكاي: DSS2, SDSS, GALEX, IRAS, Hydrogen α, X-Ray, Astrophoto, Sky Map, Articles and images